# GSM-R

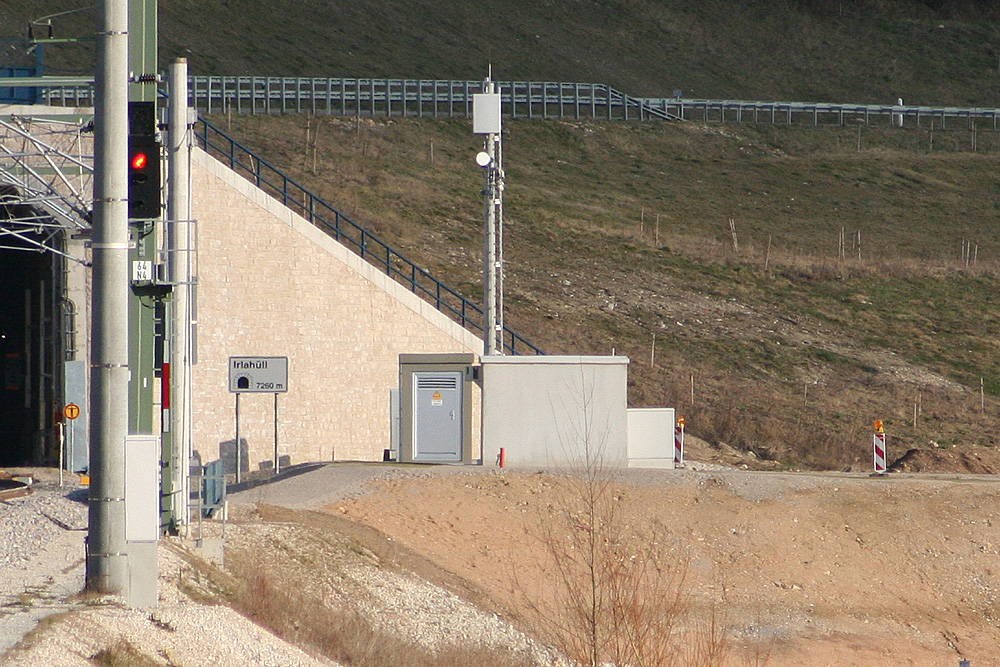
GSM-R állomás a Nürnberg–München nagysebességű vasútvonalon

A Global System for Mobile Communications – Rail(way) (GSM-R vagy GSM-Rail) rendszer GSM900 technológián alapuló, kifejezetten vasúti felhasználásra szánt fejlesztés.
A Siemens és a Nortel cég a két legfőbb támogatója és fejlesztője. A Nortel 2010-ben eladta ezen üzletágát az Ericsson és Kapsch cégeknek.
Manapság[mikor?] a vasúttársaságok vagy analóg rendszerű rádiókapcsolatot, vagy a sínek mellé telepített kábeleken keresztüli kommunikációt használnak.
Csak Európában mintegy 35 különböző vasúti rádiós rendszert üzemeltetnek. A Vasutak Nemzetközi Szövetsége az UIC (International Union of Railways) elindította az EIRENE nevű projektet, melynek keretében kifejlesztettek egy, az európai rendszerekkel kompatibilis új digitális vezetéknélküli átviteli szabványt.
A GSM-R technológiát az Európai Unió által koordinált MORANE projekt keretein belül dolgozták ki. A fejlesztés során kialakított rendszer egyszerre alkalmas hang- és adatátvitelre, úgy alakították ki hogy megfeleljen a vasútüzemeltetés során felmerülő összes vezetéknélküli kommunikációs igénynek. A különböző digitális technológiák összehasonlítása után mintegy 32 európai vasúttársaság egy szándéknyilatkozatban (MoU – Memorandum of Understanding) rögzítette hogy elkötelezett a GSM-R rendszer bevezetése mellett.
A GSM-R forgalomirányító rendszere kapcsolatot teremt a mozdonyvezetők, a pályán dolgozók és az állomások között. Biztonságosabbá és gördülékenyebbé teszi a vasúti forgalmat.
Jelenleg[mikor?] Európában szinte minden ország különböző saját fejlesztésű vonatbefolyásoló rendszert használ, ez a nemrég csatlakozott kelet-európai országokkal több mint 20 különböző rendszert jelent. Az EU az egységes és átjárható vasutak megteremtése, a személyszállítás és teherszállítás hatékonyabbá tétele érdekében döntött arról hogy európában be kell vezetni az Egységes Európai Vasúti Közlekedésirányítási Rendszert (ERTMS – European Rail Traffic Management System) amely a GSM-R-ből mint szabványos vezetéknélküli átviteli módból és az Egységes Európai Vonatbefolyásoló Rendszerből (ETCS – European Train Control System) áll. Az egységes európai vasúti közlekedésirányítási rendszer bevezetése hosszú folyamat lesz, a fejlettebb tagországok várhatóan 2015-re fedik le vasúthálózataikat az ERTMS rendszerrel. A kevésbé fejlett kelet-európai országokban az EU jelentős támogatásokkal igyekszik ösztönözni mind a GSM-R mind az ETCS-2 szint kiépítését a nemzetközi szállítási folyosókon, korridorokon.
A GSM-R technológia nem régen[mikor?] vált az Európai Unió által elfogadott vasúti kommunikációs szabvánnyá, és már kereskedelmi forgalomban is kapható. Az európai országok mellett Kína és India is a bevezetése mellett döntött.
A Thales U.K. telekommunikációs cég a Nortel-lel közösen megbízást kapott a Csatorna-alagút London és Folkstone közti szakaszának digitális rádiós rendszerekkel történő felszerelésére. Ennek a hálózatnak megbízhatóan ki kell tudni szolgálni a Csalagúton áthaladó mozdonyok vezetőit, valamint az Eurostar szerelvényeken dolgozókat.
1999 folyamán – a világon elsőként – a Banverket társaság (Svédország) megrendelte a Siemens cégtől 7 elavult analóg kommunikációs rendszerének cseréjét GSM-R rendszerekre. 2005-ig a Siemens több, mint 800 rádióállomást telepített. A rendszer bevezetése egyaránt érinti a régi és az új – nagy sebességű – vasútvonalakat és biztosítja ezeken a Siemens által kifejlesztett szolgáltatásokat
A Siemens és a Nortel most a nemzetközi GSM-R rendszeren dolgozik Európában és Ázsiában. Ez felöleli a francia, svéd, svájci, olasz, norvég, angol, német vonalakat. Néhány ázsiai vonalon is folyamatban van már a rendszer telepítése.